# Alex Dunn
Alex Dunn (ur. 19 lutego 1982 Oscaloosie) – amerykański koszykarz, występujący na pozycji środkowego.
W latach 2005–2008 oraz 2009-2010 występował w Polskiej Lidze Koszykówki, w barwach Anwilu Włocławek oraz Czarnych Słupsk. W lipcu 2012 roku ogłosił koniec kariery.

## Osiągnięcia
Na podstawie, o ile nie zaznaczono inaczej.
NCAA
- Uczestnik II rundy turnieju National Invitation Tournament (NIT – 2003)

Drużynowe
- Wicemistrz Polski (2010)
- Brązowy medalista mistrzostw Polski (2006)
- Zdobywca Superpucharu Polski (2007)

Indywidualne
- Uczestnik meczu gwiazd PLK (2006, 2008)

## Statystyki podczas występów w PLK
- Sezon 2005/2006 (Czarni Słupsk): 35 meczów (średnio 11,3 punktu oraz 8,1 zbiórki w ciągu 30,1 minuty)
- Sezon 2006/2007 (Czarni Słupsk): 30 meczów (średnio 10,3 punktu oraz 7,4 zbiórki w ciągu 28,2 minuty)
- Sezon 2007/2008 (Anwil Włocławek): 29 meczów (średnio 12,4 punktu oraz 6,1 zbiórki w ciągu 22,6 minuty)